# Diocesi di Jaén

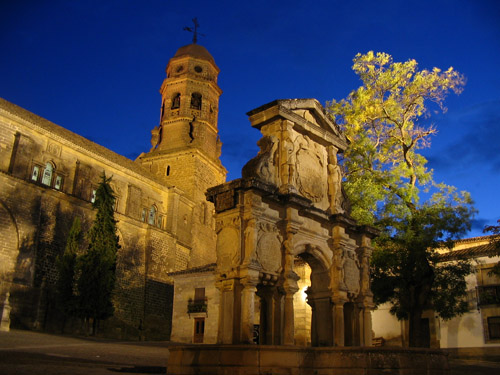
L'antica cattedrale della Natività di Maria a Baeza.

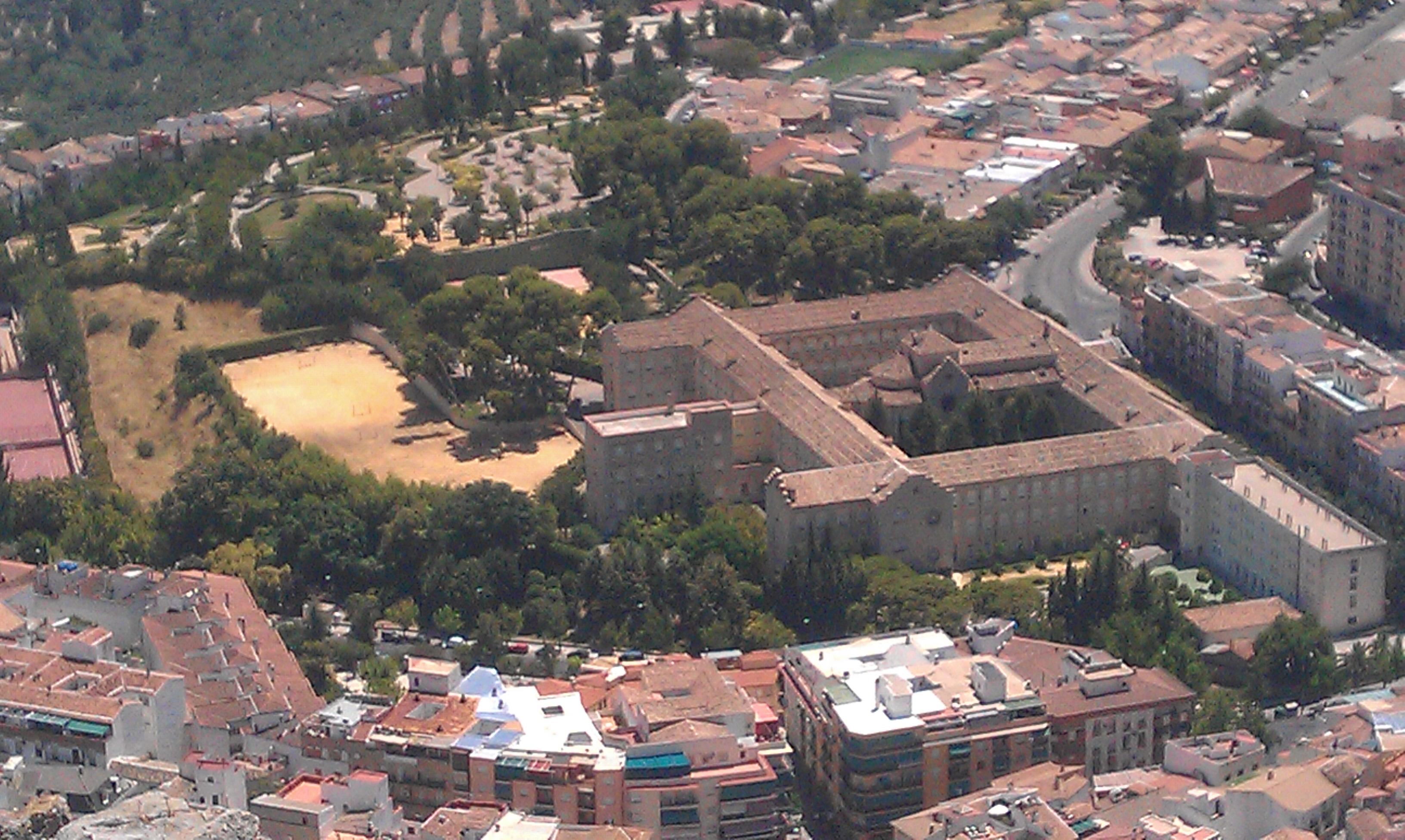
Veduta aerea del seminario diocesano.

La diocesi di Jaén (in latino: Dioecesis Giennensis) è una sede della Chiesa cattolica in Spagna suffraganea dell'arcidiocesi di Granada. Nel 2021 contava 626.335 battezzati su 631.181 abitanti. È retta dal vescovo Sebastián Chico Martínez.

## Territorio
La diocesi comprende la provincia di Jaén.
Sede vescovile è la città di Jaén, dove si trova la cattedrale dell'Assunzione di Maria Vergine. È dedicata alla Natività della Beata Vergine Maria l'antica cattedrale di Baeza. Vicino ad Andújar sorge la basilica di Nostra Signora della Cabeza, importante santuario mariano.
Il territorio si estende su 13.498 km² ed è suddiviso in 201 parrocchie.

## Storia
La diocesi di Baeza fu eretta tra il 656 ed il 675, per il trasferimento della sede episcopale di Castulo, antica diocesi iberica attestata fin dall'inizio del IV secolo. Primo vescovo fu Rogato, che partecipò all'undicesimo concilio di Toledo del 675; secondo vescovo noto prima dell'invasione araba è stato Teudisclo, che prese parte al sedicesimo concilio toletano nel 693. In quest'epoca la diocesi era annessa alla provincia ecclesiastica dell'arcidiocesi di Toledo.
Scarse sono le tracce della diocesi sotto la dominazione araba, durante la quale tuttavia una comunità cristiana sopravvisse. Si tramanda infatti il nome di un vescovo, Saro, episcopus Beatientis sedis, che inviò una lettera di adesione al concilio di Cordova dell'862. In questo periodo Beaza era di fatto suffraganea di Cordova.
A lungo Beaza fu contesa fra cristiani e mussulmani nel XII e XIII secolo. La città fu definitivamente conquistata dalle truppe cristiane il 30 novembre 1227. Ma ancora prima della liberazione di Beaza, l'arcivescovo di Toledo, Rodrigo Jiménez de Rada, ricevette da papa Onorio III il compito di scegliere e di ordinare vescovi per le regioni di prossima liberazione; per la sede di Beaza l'arcivescovo scelse il domenicano Domingo, missionario in Marocco, che fu consacrato prima del 27 ottobre 1225 ad titulum Baeciensis Ecclesiae. Con il ristabilimento della sede Baeciensis, Domingo prese possesso definitivamente della sua nuova sede, quasi certamente nel corso del 1228.
Negli anni successivi, Domingo entrò in conflitto con l'arcivescovo di Toledo, di cui era suffraganeo, perché gli antichi confini della diocesi erano all'epoca completamente ignoti. Papa Gregorio IX dovette intervenire diverse volte per placare gli animi e ristabilire la diocesi nella sua integrità.
Nel 1246 i cristiani conquistarono la città di Jaén e alla sua liberazione partecipò anche il vescovo Domingo. Dopo la sua morte, la sede episcopale fu trasferita con l'approvazione di papa Innocenzo IV a Jaén, che in epoca araba era diventata un importante centro amministrativo di tutta la regione.
Il 10 dicembre 1492 la diocesi entrò a far parte della provincia ecclesiastica dell'arcidiocesi di Granada.
Verso la metà del XVII secolo il vescovo Fernando de Castro y Andrade istituì il seminario diocesano a Baeza, dedicato a san Filippo Neri e nel 1660 consacrò la cattedrale di Jaén. Nel 1672 il seminario fu trasferito in un nuovo edificio e alla fine dell'Ottocento, durante l'episcopato di Manuel María León González y Sánchez, fu trasferito a Jaén.
In seguito al concordato del 1851, nel 1873 la soppressione della giurisdizione territoriale degli ordini militari e dell'abbazia di Alcalá la Real, eretta nel 1340, comportò l'aggregazione di nuovi territori alla diocesi. Vent'anni più tardi il vescovo Manuel González compì una riorganizzazione della suddivisione amministrativa della diocesi.
Il 23 aprile 1954, facendo seguito al concordato del 1953 che stabiliva di far coincidere i limiti delle diocesi con quelli delle province civili, la diocesi di Jaén ingrandì il suo territorio con l'acquisizione dell'arcipresbiterato di Cazorla dall'arcidiocesi di Toledo.
Nel 1959 papa Giovanni XXIII ha riconosciuto patroni della diocesi, la Beata Vergine de la Cabeza come patrona principale, e sant'Eufrasio, uno dei sette apostoli della Spagna (viri apostolici), come patrono secondario.

## Cronotassi dei vescovi
Si omettono i periodi di sede vacante non superiori ai 2 anni o non storicamente accertati.

### Vescovi di Baeza
- Rogato † (prima del 675 - dopo il 688)
- San Teudisclo † (menzionato nel 693)
- Saro † (menzionato nell'862)
- Domingo di Baeza, O.P. † (prima del 13 luglio 1228 - dopo il 26 maggio 1248 deceduto)

### Vescovi di Jaén
- Pedro Martínez † (prima del 6 marzo 1249 - 1249 deceduto) (vescovo eletto)

- Pascual † (1250 - 5 dicembre 1275 deceduto)
- Martín Domínguez † (5 febbraio 1276 - 29 settembre 1283 deceduto)
- Juan Ibañez † (8 dicembre 1283 - febbraio-aprile 1285 deceduto)
- Juan I † (prima del 20 dicembre 1285 - prima del 4 maggio 1286[4] deceduto)
- Juan II † (31 agosto 1287 - prima del 26 marzo 1289[4] deceduto)
  - Juan Miguel † (1289) (vescovo eletto)[5]
  - Sede vacante (1289-1296)
- San Pedro Pascual, O. de M. † (27 febbraio 1296 - 6 dicembre 1300 deceduto)
- García Pérez † (3 aprile 1301 - 1316 deceduto)
- Gutierre Téllez † (13 febbraio 1317 - 1º ottobre 1322 nominato vescovo di Idanna)
- Fernando Martínez de Ágreda † (1º ottobre 1322 - 19 gennaio 1335 nominato vescovo di Badajoz)
- Juan de Morales † (19 gennaio 1335 - 1357 deceduto)
- Juan de Valderas † (21 agosto 1357 - 5 ottobre 1358 nominato vescovo di Sigüenza)
- Alfonso Fernández Pecha † (23 ottobre 1359 - prima del 13 aprile 1368 dimesso)
  - Andrés † (1360 - dicembre 1367 deceduto) (intruso)
- Nicolás de Biedma † (26 luglio 1368 - maggio 1378 nominato vescovo di Cuenca)
- Juan de Castromocho † (aprile/giugno 1378 - 20 agosto 1381 nominato vescovo di Sigüenza)
- Nicolás de Biedma † (20 agosto 1381 - dopo il 7 marzo 1383 deceduto) (per la seconda volta)
- Rodrigo Fernández de Narváez † (4 novembre 1383 - 1422 deceduto)
- Gonzalo de Stuñiga o Zúñiga † (2 ottobre 1422 - 27 giugno 1456 deceduto)
  - Jaime Tahuste, O. de M. † (1456 - 1457 ?) (vescovo eletto)
- Alfonso Vázquez de Acuña † (22 aprile 1457 - 9 maggio 1474 deceduto)
- Iñigo Manrique de Lara † (10 maggio 1475 - 15 gennaio 1483 nominato arcivescovo di Siviglia)
- Luis Osorio † (15 gennaio 1483 - 9 ottobre 1496 deceduto)
- Diego de Deza, O.P. † (14 febbraio 1498 - 7 febbraio 1500 nominato vescovo di Palencia)
- Alonso Suárez de la Fuente del Sauce † (7 febbraio 1500 - 5 novembre 1520 deceduto)
  - Diego Gayangos, O.SS.T. † (1522 - 1522 o 1523 deceduto) (vescovo eletto)
- Esteban Gabriel Merino † (12 giugno 1523 - 28 luglio 1535 deceduto)
  - Alessandro Farnese † (30 luglio 1535 - 6 luglio 1537 dimesso) (amministratore apostolico)
  - Alessandro Cesarini † (6 luglio 1537 - 14 giugno 1538 dimesso) (amministratore apostolico)
- Francisco Mendoza † (14 giugno 1538 - dopo luglio 1543 deceduto)
- Pedro Pacheco Ladrón de Guevara † (9 gennaio 1545 - 30 aprile 1554 nominato vescovo di Sigüenza)
- Diego Tavera Ponce de Léon † (17 luglio 1555 - 28 aprile 1560 deceduto)
- Diego de los Cobos Molina † (4 settembre 1560 - 8 settembre 1565 deceduto)
- Francisco Delgado López † (26 aprile 1566 - 2 ottobre 1576 deceduto)
- Diego Deza Tello † (11 settembre 1577 - 13 settembre 1579 deceduto)
- Francisco Sarmiento Mendoza † (27 maggio 1580 - 9 giugno 1595 deceduto)
- Bernardo Sandoval Rojas † (29 aprile 1596 - 19 aprile 1599 nominato arcivescovo di Toledo)
- Sancho Dávila Toledo † (10 gennaio 1600 - 20 luglio 1615 nominato vescovo di Sigüenza)
- Francisco Martínez Cenicero † (3 agosto 1615 - 28 novembre 1617 deceduto)
- Baltasar Moscoso y Sandoval † (29 aprile 1619 - 28 maggio 1646 nominato arcivescovo di Toledo)
- Juan Queipo de Llano Flores † (18 febbraio 1647 - 1º novembre 1647 deceduto)
- Fernando de Castro y Andrade † (6 luglio 1648 - 21 febbraio 1664 deceduto)
- Antonio Peña Hermosa † (11 agosto 1664 - 19 luglio 1667 deceduto)
- Jerónimo Rodríguez de Valderas, O. de M. † (9 aprile 1668 - 7 marzo 1671 deceduto)
- Antonio Fernández de Campo y Angulo † (1º luglio 1671 - 23 dicembre 1681 deceduto)
- Juan Asensio Barrios, O. de M. † (20 aprile 1682 - 22 aprile 1692 deceduto)
- Antonio de Brizuela y Salamanca † (13 aprile 1692 - 10 gennaio 1708 deceduto)[6]
- Benito Omañana † (24 settembre 1708 - 19 marzo 1712 deceduto)
  - Sede vacante (1712-1714)
- Rodrigo Marín Rubio † (28 maggio 1714  - 10 febbraio 1732 deceduto)
- Manuel Isidro Orozco Manrique de Lara † (21 luglio 1732 - 5 maggio 1738 nominato arcivescovo di Santiago di Compostela)
- Andrés Cabrejas Molina † (5 maggio 1738 - 4 settembre 1746 deceduto)
- Francisco Castillo Vintimilla † (31 luglio 1747 - 15 novembre 1749 deceduto)
- Benito Marín, O.S.B. † (27 aprile 1750  - 10 agosto 1769 deceduto)
- Antonio Gómez de la Torre y Jaraveitia † (28 maggio 1770 - 23 marzo 1779 deceduto)
- Agustín Rubín de Ceballos † (18 settembre 1780 - 8 febbraio 1793 deceduto)
- Pedro Rubio-Benedicto Herrero † (21 febbraio 1794 - 27 maggio 1795 deceduto)
- Diego Melo Portugal, O.S.A. † (18 dicembre 1795 - 22 gennaio 1816 deceduto)
- Andrés Esteban Gómez † (22 luglio 1816 - 17 giugno 1831 deceduto)
- Diego Martínez Carlón y Teruel † (24 febbraio 1832 - 28 agosto 1836 deceduto)
  - Sede vacante (1836-1847)
- José Escolano Fenoy † (17 dicembre 1847 - 21 luglio 1854 deceduto)
  - Sede vacante (1854-1857)
- Tomás Roda Rodríguez † (25 settembre 1857 - 11 marzo 1858 deceduto)
- Andrés Rosales Muñoz † (25 giugno 1858 - 22 settembre 1864 nominato vescovo di Almería)
- Antolín Monescillo y Viso † (27 marzo 1865 - 22 giugno 1877 nominato arcivescovo di Valencia)
- Manuel María León González y Sánchez † (22 giugno 1877 - 20 ottobre 1896 deceduto)
- Victoriano Guisasola y Menéndez † (19 aprile 1897 - 16 dicembre 1901 nominato vescovo di Madrid e Alcalá de Henares)
- Salvador Castellote y Pinazo † (16 dicembre 1901 - 6 dicembre 1906 nominato arcivescovo di Siviglia)
- Juan José Laguarda y Fenollera † (6 dicembre 1906 - 29 aprile 1909 nominato vescovo di Barcellona)
- Juan Manuel Sanz y Saravia † (29 aprile 1909 - 19 giugno 1919 deceduto)
- Beato Manuel Basulto y Jiménez † (18 dicembre 1919 - 12 agosto 1936 deceduto)
  - Sede vacante (1936-1942)[7]
- Rafael García y García de Castro † (29 dicembre 1942 - 9 maggio 1953 nominato arcivescovo di Granada)
- Felix Romero Menjibar † (16 gennaio 1954 - 2 luglio 1970 nominato arcivescovo di Valladolid)
- Miguel Peinado Peinado † (30 aprile 1971 - 31 maggio 1988 ritirato)
- Santiago García Aracil † (31 maggio 1988 - 9 luglio 2004 nominato arcivescovo di Mérida-Badajoz)
- Ramón del Hoyo López (19 maggio 2005 - 9 aprile 2016 ritirato)
- Amadeo Rodríguez Magro (9 aprile 2016 - 25 ottobre 2021 ritirato)
- Sebastián Chico Martínez, dal 25 ottobre 2021

## Statistiche
La diocesi nel 2021 su una popolazione di 631.181 persone contava 626.335 battezzati, corrispondenti al 99,2% del totale.
| anno | popolazione | popolazione | popolazione | presbiteri | presbiteri | presbiteri | presbiteri                | diaconi | religiosi | religiosi | parrocchie |
| anno | battezzati  | totale      | %           | numero     | secolari   | regolari   | battezzati per presbitero | diaconi | uomini    | donne     | parrocchie |
| ---- | ----------- | ----------- | ----------- | ---------- | ---------- | ---------- | ------------------------- | ------- | --------- | --------- | ---------- |
| 1950 | 780.000     | 780.000     | 100,0       | 260        | 210        | 50         | 3.000                     |         | 50        | 340       | 158        |
| 1969 | 702.284     | 702.886     | 99,9        | 398        | 289        | 109        | 1.764                     |         | 174       | 1.305     | 135        |
| 1980 | 676.000     | 677.756     | 99,7        | 336        | 245        | 91         | 2.011                     |         | 144       | 1.104     | 206        |
| 1990 | 650.000     | 659.939     | 98,5        | 424        | 356        | 68         | 1.533                     | 1       | 118       | 922       | 212        |
| 1999 | 630.000     | 648.551     | 97,1        | 318        | 247        | 71         | 1.981                     |         | 104       | 740       | 199        |
| 2000 | 630.000     | 648.551     | 97,1        | 304        | 232        | 72         | 2.072                     |         | 88        | 440       | 199        |
| 2001 | 631.000     | 649.662     | 97,1        | 323        | 246        | 77         | 1.953                     |         | 112       | 692       | 199        |
| 2002 | 631.000     | 649.662     | 97,1        | 300        | 243        | 57         | 2.103                     |         | 78        | 603       | 198        |
| 2003 | 631.000     | 649.662     | 97,1        | 312        | 246        | 66         | 2.022                     |         | 83        | 686       | 199        |
| 2004 | 630.000     | 651.565     | 96,7        | 308        | 246        | 62         | 2.045                     |         | 86        | 631       | 199        |
| 2006 | 655.000     | 660.284     | 99,2        | 303        | 251        | 52         | 2.161                     |         | 76        | 567       | 199        |
| 2013 | 670.800     | 674.900     | 99,4        | 283        | 247        | 36         | 2.370                     |         | 47        | 338       | 200        |
| 2016 | 665.000     | 670.000     | 99,3        | 266        | 232        | 34         | 2.500                     | 2       | 41        | 373       | 201        |
| 2019 | 643.200     | 648.250     | 99,2        | 253        | 223        | 30         | 2.542                     | 2       | 33        | 323       | 201        |
| 2021 | 626.335     | 631.181     | 99,2        | 237        | 208        | 29         | 2.642                     | 4       | 32        | 278       | 201        |